# Himawari!
Pour les articles homonymes, voir Himawari.
Himawari! (ひまわりっ!) est un anime japonais de 2006 en 13 épisodes de 25 minutes (saison 1). Une deuxième saison de 13 épisodes, intitulée Himawari!! (ひまわりっ!!), a été diffusée en 2007.
En France, les deux saisons sont licenciées par l'éditeur WE Productions sous son label WE Anim, qui propose la première saison en DVD sous le nom de Himawari! à l'école des ninjas.

## Histoire
Dans le village fictif de Kasumi Kogen (littéralement "le village de la brume"), le Shinobi Gakuen est une académie spécialisée dans la formation des kunoichi, ou femmes ninja, qui regroupe les meilleures élèves venant de tout le Japon. Nouvelle dans l'école, la jeune Hinata Himawari a juré fidélité et protection à celui qu'elle considère comme son mentor, Marikouji Hayato, et à qui un passé mystérieux la lie peut-être.

## Personnages
Hinata Himawari
Sauvée d'une mort certaine par un ninja portant une curieuse marque sur le cou alors qu'elle n'était qu'une enfant, Himawari s'est juré de devenir ninja à son tour. Elle est secourue par Marikouji Hayato après s'être crashée en cerf-volant à son arrivée à l'académie et l'appelle depuis "Hayato-dono" (maître Hayato). Considérée comme peu douée par ses pairs, elle aspire à devenir une véritable kunoichi.
Marikouji Hayato
24 ans, célibataire, Hayato accepte de travailler comme professeur de "culture générale" à l'académie de kunoichi pour éponger une dette de deux millions de yens. Perpétuellement sans le sou, persécuté par ses élèves, il est par ailleurs constamment en danger dans un environnement où il est le seul non ninja.
Azami
Élève kunoichi dans la classe d'Himawari, Azami est spécialisée dans la collecte d'informations, utiles et moins utiles. D'après ses congénères, elle serait en fait un garçon...
Shikimi
Calme et posée, cheveux gris et lunettes, Shikimi est une autre apprentie kunoichi dont la spécialité est l'art des plantes médicinales. Sa relation clandestine avec un élève ninja nommé Nanafushi a failli lui coûter le renvoi de l'école.
Yusura
L'une des plus jeunes élèves kunoichi, Yusura a le don de communiquer avec les animaux de la forêt qui entoure l'école.
Momota
L'animal de compagnie de Yusura, sauvé par celle-ci alors qu'il était prisonnier d'un piège dans la forêt. Possessif et jaloux (surtout en présence de Yonesawa), son mécanisme de défense consiste en un pet odorant.
Himeji
L'une des élèves les plus âgées, peau bronzée et accent (du Sud ?), Himeji est experte dans l'art des armes à feu.
Tsukiyohime
Une mystérieuse élève aux oreilles d'elfe, vêtue d'habits traditionnels. Elle apparaît toujours soudainement et semble se nourrir en permanence de soupe au miso, dans laquelle elle peut lire l'avenir proche.
Nanafushi
Un élève ninja de l'académie masculine voisine, secouru par Shikimi après une chute en montagne.
Le chef, Wabisuke et Sabisuke
"Le chef" est un(e ?) ninja déterminé à tuer Hayato, qu'il croit être le descendant des meurtriers de ses ancêtres. Toujours flanqué de ses deux assistants Wabisuke et Sabisuke, ses tentatives échouent plus misérablement les unes que les autres.
Yonesawa
Un kappa (esprit de l'eau) qui vit dans la forêt. Petit ami de Yusura, il adore les concombres.
Tsubaki Kazama
Élève transférée qui devient instantanément la rivale d'Hinata. Elle veut devenir l'élève d'Hayato, mais après avoir compris le dévouement d'Hinata, elle repart en promettant de revenir lorsqu'elle serait digne de pouvoir protéger Hayato.
Gorou Takeshi
Un des meilleurs ninjas de l'Académie. Il est professeur de la classe spéciale de camouflage. Expert en déguisement, on lui confie souvent des missions d'infiltration. Il a la même marque de naissance que Hayato. dans un flashback, on comprend que c'est lui qui a sauvé Hinata au tout début de l'histoire et lui a donné son envie de devenir ninja.
Komurasaki Ichimonji
Considéré comme le plus grand prodige ninja depuis des générations, il est élève à l'académie masculine. Il est amoureux d'Hinata mais est très timide. Il est extrêmement jaloux d'Hayato et cherchera à le tuer, s'attirant, temporairement les foudres d'Hinata. C'est tout de même un jeune garçon très compétent avec un grand sens de l'honneur.

## Épisodes
Saison 1
1. Je vais protéger mon maître
2. Tu n'as pas le droit de tomber amoureuse
3. Je n'avouerai rien même si cela me coûte la vie
4. Voler est un déshonneur pour un shinobi
5. La Saint-Valentin interdite d'une kunoichi
6. Un entraînement de shinobi est dangereux
7. Je ne tue pas sans raison
8. Je vous protègerai tous
9. Le "nin" de "ninja" est le "nin" de "dissimuler"
10. Un ninja ne doit pas montrer de compassion
11. Un nœud qui ne peut pas se briser
12. Les luttes entre maîtres et élèves ne sont pas de celles qui s'avalent
13. Le vassal qui vaut la peine est le vassal vivant

Saison 2
1. Un ennemi ninja reste un ninja
2. Quand on mange un champignon, on risque de s'empoisonner
3. Pas besoin d'un couteau pour tuer un homme
4. La meilleure attaque, c'est la défense
5. Une mission pour une espionne ninja
6. De deux choses l'une. Le lien de vassalité et le fil rouge
7. Quand on doute, on n'a aucune chance de gagner
8. Rien de plus dangereux qu'une forêt au clair de lune
9. L'ami d'hier est l'ennemi d'aujourd'hui
10. Himawari rentre au pays
11. Passé secret, l'arbre qui cache la forêt?
12. Sauvetage! Une shinobi n'abandonne jamais ses amies
13. La bataille finale! A jamais uni par le lien maître-élève

## Musique
Générique de début
- "Taiyou no kakera" par Ryoko Shiraishi

Générique de fin
- "Guruguru~Himawari ver.~" par eufonius